# Classic & Sports Car
Classic & Sports Car es una revista mensual británica con sede en Twickenham, Londres, publicada por Haymarket Media Group. Se lanzó en abril de 1982 y se centra en los automóviles clásicos, así como en las personas involucradas en su diseño y uso posterior, incluyendo el automovilismo de época.

## Temática
La revista ofrece una combinación de artículos sobre pruebas de carretera, consejos de compra, análisis de productos, reseñas de libros y artículos sobre artistas del automovilismo, además de cobertura de eventos y subastas. Se centra principalmente en modelos de automóviles más antiguos y prestigiosos o deportivos (y, por lo tanto, más caros).
También reconoce a los clubes y personas que más inspiran a sus compañeros entusiastas mediante los premios anuales "Classic & Sports Car Club Awards".

## Difusión
Además de estar radicada en su sede del Reino Unido, la revista tiene una amplia distribución en quioscos de Estados Unidos, de donde provienen varios de los coches que presenta. Muchos concesionarios estadounidenses de coches clásicos se unen a los británicos y a Europa en la publicidad en la revista. Desde abril de 2008, Classic & Sports Car también está disponible en Francia, publicada por Fink-Presse France.